# Полночный переход
«Полночный переход» (англ. Midnight Crossing) — кинофильм.

## Сюжет
Страховой агент со своей слепой женой и друзьями, второй семейной парой, решает отправиться в плавание, чтобы отыскать сокровища. Деньги, а именно один миллион долларов наличными, были спрятаны на одном из островков возле Кубы ещё в 1959 году после прихода к власти Фиделя Кастро. Чтобы добраться до сокровищ, агенту, связанному любовными узами с женой друга, придётся обхитрить кубинские власти и уйти от современных пиратов, также жаждущих богатства.

## В ролях
- Дэниел Дж. Траванти — Морли Бартон
- Фэй Данауэй — Хелен Бартон
- Ким Кэттролл — Алекса Шабб
- Джон Лафлин — Джефф Шабб